# Dosso de' Frati
Dosso de' Frati è una frazione del comune cremonese di Cella Dati posta a sudest del centro abitato.

## Storia
La località era un piccolo villaggio agricolo di antica origine del Contado di Cremona con 115 abitanti a metà Settecento.
In età napoleonica, dal 1810 al 1816, Dosso de' Frati fu frazione di Pugnolo, recuperando poi l'autonomia con la costituzione del Regno Lombardo-Veneto.
All'unità d'Italia nel 1861, il comune contava 188 abitanti.
Nel 1868 il comune di Dosso de' Frati venne annesso dal comune di Pugnolo, divenuto successivamente Cella Dati.